# Kormány (állami szerv)
A kormány (vagy kabinet, helyenként, korábban Magyarországon is: minisztertanács) a végrehajtó hatalom gyakorlásának központi szerve, az egyes kormányzati ágak vezetőinek, a minisztereknek az összessége. A kormány mint a végrehajtó hatalom legfőbb szerve irányítja a közigazgatást.

## A kormány feladat- és hatásköre
A kormányok feladatait általában az adott ország alkotmánya vagy más törvénye írja elő.
A kormány a parlamentnek vagy az uralkodónak tartozik felelősséggel, ahogy kinevezése, feloszlatása is az adott ország berendezkedésétől függően az uralkodó vagy a parlament hatáskörébe tartozik. A kormány tagjai a miniszterek vagy egyéb tisztségviselők (Magyarországon ilyen volt például az Országos Tervhivatal elnöke). A kormány vezetője a kormányfő (általában a miniszterelnök, de lehet a minisztertanács elnöke vagy szövetségi kancellár is).
Jellemzően a közigazgatásnak, illetve az egyes nemzetgazdasági ágazatoknak megfelelően hozzák létre a minisztériumokat. Az adott ország nagyságától, teherbíró-képességétől is függ, hogy mennyire tagolt a közigazgatás, hány miniszter alkotja a kormányt. A legfontosabb tisztségek:
- az ország belső biztonságáért felelős miniszter (belügyminiszter)
- az ország határainak védelméért, a hadseregért, hadügyekért felelős miniszter (honvédelmi vagy hadügyminiszter)
- a külkapcsolatok ápolásáért, a külpolitikáért felelős miniszter (külügyminiszter)
- az igazságügyért mint önálló hatalmi ágért felelős miniszter (igazságügyi miniszter)
- a monetáris politikáért, az ország fizetőeszközéért felelős miniszter (pénzügyminiszter)
- az oktatásért, közművelődésért, kultúráért felelős miniszter(ek) (oktatási és/vagy kultuszminiszter)
- a gazdaságért, mezőgazdaságért, iparért felelős miniszter(ek) (gazdasági, földművelési, ill. mezőgazdasági, ipari miniszter)
- az egészségügyi szolgáltatásokért, társadalombiztosításért felelős miniszter (egészségügyi miniszter).

Ezenkívül lehet számos más önálló közigazgatási egység, melynek csúcsszerve élén a miniszter áll: ez az adott kormány politikájától is függ. Számos állam rendelkezik sajátos kormányzati struktúrával: Izlandnak például nincs hadserege, a törpeállamok pedig számos ágazatban a közelben lévő nagyobb ország infrastruktúráját veszik igénybe, és például Monacót az uralkodót képviselő államminiszter és az őt támogató, öttagú kormányzótanács irányítja.
A kormányok megbízatása egy-egy ciklusra szól, ami általában 4-5 év, de egyes monarchikus berendezkedésű országokban, illetve diktatúrákban hosszabb (akár korlátlan időtartamú) kormányzás is előfordulhat.

## Egyéb elnevezései

### Minisztérium

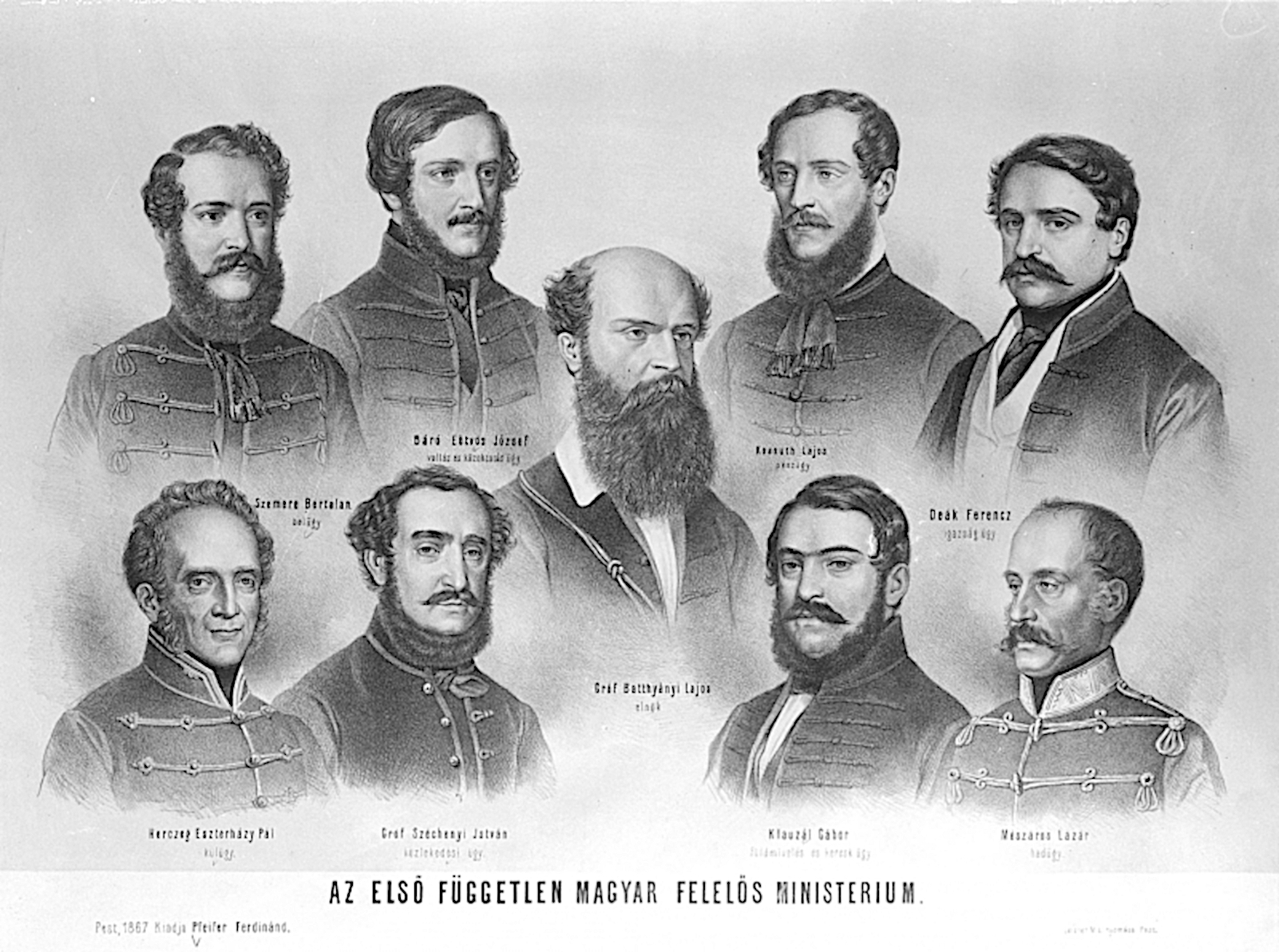
Az első független magyar felelős ministerium

Az 1848. évi III. törvénycikk független magyar felelős minisztérium alakításáról rendelkezett.

### Kabinet
Eredetileg a kormányon belüli, néhány főből álló kisebb tanácsot jelentette, ma – főként a sajtónyelvben – a kormány szinonimájaként használják.

### Minisztertanács
Magyarországon 1949 és 1957, valamint 1972 és 1990 között a kormányt minisztertanácsnak nevezték, és a miniszterelnök helyett a minisztertanács elnöke volt a funkció hivatalos neve.
Egyes országokban ma is ez a kormány neve (például Franciaországban Conseil des Ministres, Lengyelországban Rada Ministrów).